# Ібраїма Сіссоко
Ібраїма Сіссоко (фр. Ibrahima Sissoko, нар. 27 жовтня 1997, Мо) — французький і малійський футболіст, півзахисник німецького клубу «Бохум».

## Клубна кар'єра
Народився 27 жовтня 1997 року в місті Мо. Вихованець юнацьких команд футбольних клубів «Мо», «Торсі» та «Брест». З 2015 року став грати за резервну команду останнього клубу.
29 квітня 2016 року в матчі проти «Евіана» він дебютував у Лізі 2. 8 грудня 2017 року в поєдинку проти «Бурк-ан-Бреса» Ібраїма забив свій перший гол за «Брест». Всього відіграв за команду з Бреста два сезони своєї ігрової кар'єри.
Влітку 2018 року Сіссоко перейшов в «Страсбур». 12 серпня 2018 року в матчі проти «Бордо» він дебютував у Лізі 1. У цьому ж поєдинку Ібраїма забив свій перший гол за «Страсбур». Усього за шість сезонів відіграв за команду зі Страсбурга 179 матчів у національному чемпіонаті.
24 червня 2024 року підписав трирічну угоду з німецьким «Бохумом».

## Виступи за збірні
2015 року дебютував у складі юнацької збірної Франції, взяв участь у 10 іграх на юнацькому рівні, відзначившись одним забитим голом. З командою до 19 років став переможцем юнацького чемпіонату Європи 2016 року у Німеччині, але на поле не виходив. Цей результат дозволив команді кваліфікуватись на молодіжний чемпіонат світу у Південної Кореї. На турнірі він зіграв у одному матчі проти команди Нової Зеландії.
З 2018 року залучався до матчів молодіжної збірної Франції, у її складі поїхав на молодіжний чемпіонат Європи 2019 року в Італії.

## Статистика виступів

### Статистика клубних виступів
| Сезон             | Команда           | Чемпіонат         | Чемпіонат | Чемпіонат | Національний кубок | Національний кубок | Національний кубок | Континентальні кубки | Континентальні кубки | Континентальні кубки | Інші змагання | Інші змагання | Інші змагання | Усього | Усього |
| Сезон             | Команда           | Ліга              | Ігор      | Голів     | Ліга               | Ігор               | Голів              | Ліга                 | Ігор                 | Голів                | Ліга          | Ігор          | Голів         | Ігор   | Голів  |
| ----------------- | ----------------- | ----------------- | --------- | --------- | ------------------ | ------------------ | ------------------ | -------------------- | -------------------- | -------------------- | ------------- | ------------- | ------------- | ------ | ------ |
| 2015–16           | «Брест»           | Л2                | 2         | 0         | КФ+КЛ              | 1+0                | 0                  |                      | -                    | -                    |               | -             | -             | 3      | 0      |
| 2016–17           | «Брест»           | Л2                | 6         | 1         | КФ+КЛ              | 2+0                | 0                  |                      | -                    | -                    |               | -             | -             | 8      | 1      |
| Усього за Brest   | Усього за Brest   | Усього за Brest   | 8         | 1         |                    | 3                  | 0                  |                      | -                    | -                    |               | -             | -             | 11     | 1      |
| Усього за кар'єру | Усього за кар'єру | Усього за кар'єру | 8         | 1         |                    | 3                  | 0                  |                      | -                    | -                    |               | -             | -             | 11     | 1      |

## Титули і досягнення
- Володар Кубка французької ліги (1):

«Страсбур»: 2018-19